# Завідув
Заві́дув (пол. Zawidów, нім. Seidenberg) — місто в південно-західній Польщі, біля кордону з Німеччиною та Чехією.
Належить до Згожелецького повіту Нижньосілезького воєводства.

## Демографія
Демографічна структура станом на 31 березня 2011 року:
|          | Загалом | Допрацездатний вік | Працездатний вік | Постпрацездатний вік |
| -------- | ------- | ------------------ | ---------------- | -------------------- |
| Чоловіки | 2106    | 394                | 1522             | 190                  |
| Жінки    | 2278    | 424                | 1372             | 482                  |
| Разом    | 4384    | 818                | 2894             | 672                  |